# قصر اليهود
قصر اليهود (بالعبرية:  קאסר אל יהוד‏) هو الاسم الرسمي لموقع غرب نهر الأردن تزعُم الرواية الإسرائيلية أنه المغطس الذي عُمّد فيه يسوع على يد يوحنا المعمدان. وبالرغم من وقوعه في منطقة ضمن أراضي الضفة الغربية، فإنه خاضع للإدارة الإسرائيلية ويقع ضمن منتزه وطني. يقع قصر اليهود بالقرب من طرق السفر القديمة ومخاضة النهر التي تصل بين القدس وعدة مناطق مسيحية على الجهة الآخرى من النهر (مثل مأدبا وجبل نيبو والطريق الملوكي) مرورا بأريحا. سمي المكان بهذا الاسم لوقوع دير أرثوذكسي يوناني كبير (يشبه القصر) بالقرب منه، وأن اليهود عبروا نهر الأردن عند هذا الموقع؛ من هنا جاءت تسمية «قصر اليهود». أعيد افتتاح الموقع بشكله الحالي في عام 2011 بعد إغلاقه منذ حرب الأيام الستة في عام 1967. وكان مشروع إعادة إعمار الموقع قد أعلن قبل احتفالات الألفية الثانية ولكن العمل به أُجل بسبب انطلاق الانتفاضة الثانية وفيضان النهر عام 2003.

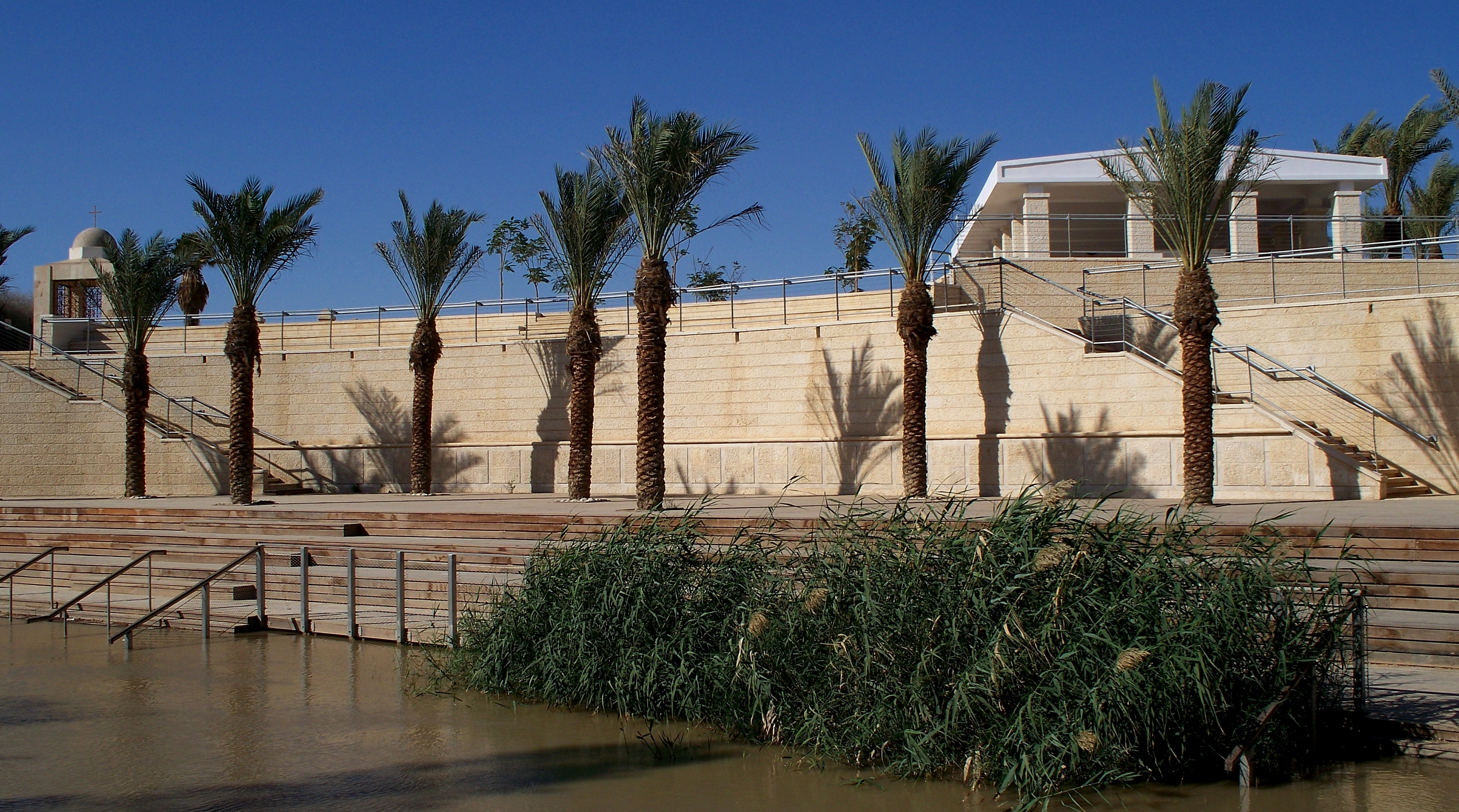
قصر اليهود بعد إصلاحه.

على الضفة الشرقية للنهر، وعلى بعد 400 م تقريبا، يقع موقع المغطس في الأردن والذي أدرجته منظمة اليونسكو كموقع تراث عالمي في عام 2015 كونه الموقع الذي يظّن أنه مكان تعميد السيد المسيح حسب أغلب المذاهب المسيحية  (حيث زار مغطس الأردن عدة شخصيات مسيحية كبيرة مثل البابا فرانسيس عام 2014 والبابا بنديكت السادس عشر عام 2009 والبابا يوحنا بولس الثاني عام 2000 وشخصيات مسيحية أخرى). بالمقابل، يستشهد الجانب الإسرائيلي بقيام البابا يوحنا بولس الثاني بزيارة خاصة لقصر اليهود في عام 2000 لتأكيد ادعائهم. ويختلف الباحثون بين مرجح لكون المغطس يقع شرق النهر وبين من ينفي إمكانية تحديد موقعه لعدم توفر أدلة أثرية تؤكد مكانه.